# آبشار دودهساگار
آبشار دودهساگار (به انگلیسی: Dudhsagar Falls) آبشاری است که در گوا، هند واقع شده و ارتفاع کلی ریزشگاه آن ۱۰۱۷ پا/۳۱۰ متر است.